# Josefina Pons i Puigcorbé
Josefina Pons i Puigcorbé (Palmerola, Ripollès, 16 de març de 1941 – Moià, Moianès, 17 d’octubre del 2012) va ser una pagesa i poetessa catalana. Al llarg de la seva vida obtingué una quarantena de premis literaris, entre els quals destaquen: mestratge als Jocs Florals de Muntanya de Barcelona (1996) i mestratge als Jocs Florals de la Ginesta d’Or de Perpinyà (1998), certamen del qual des de l’any següent fou mantenidora.
Va publicar tres llibres: Tremuja de versos, Ed. El Llamp, Barcelona 1990; Espiga sonora, Pagès Editors, Lleida 2005; Ploma d’endreces, Pagès Editors, Lleida 2007. També dos opuscles: Nadals de llum (1995) i Simfonia d’amor en quatre temps (1996). Participà en diversos llibres d’altres autors i publicà poemes en diverses revistes. El 1997, va posar text al cicle de nou peces anomenades Cançons de muntanya, del mestre Manuel Blancafort, que l’any següent foren enregistrades en un disc compacte, interpretades per la soprano Chantal Botanch i el pianista Joan Amils. Semblantment, posà lletra a tres sardanes: Nupcial, del seu consogre Just Renom; Salgot, d’Ignasi Alberch, i Nadalenca, de Josep Lluís Moraleda.
Darrerament (any 2025) la seva neta i soprano Clara Renom ha volgut reivindicar la figura de Josefina Pons encarregant al mestre Albert Guinovart la musicalització de tres dels seus poemes: «Només», «L’últim adéu» i «Oblit», recollits en un cicle de tres cançons anomenat Perfum de record.

## Biografia
Josefina Pons i Puigcorbé va néixer el 16 de març de l’any 1941 a prop d’una riera al Molí de Capdevila del nucli de Palmerola, situat al municipi de les Llosses (Ripollès). De família pagesa i humil, va créixer envoltada dels seus pares i de sis germans, arrelada en la fe cristiana i en la natura, on feinejava i vivia, caminant durant hores per anar a buscar aigua a la font, criant gallines, porcs, vaques, ovelles... Quan tenia dotze anys, ella i la seva família es van traslladar al municipi de Moià (Moianès), com a masovers del mas Les Cases de Ferrerons. En aquesta època se li detectà una insuficiència renal crònica deguda al fet d’haver nascut amb un sol ronyó.

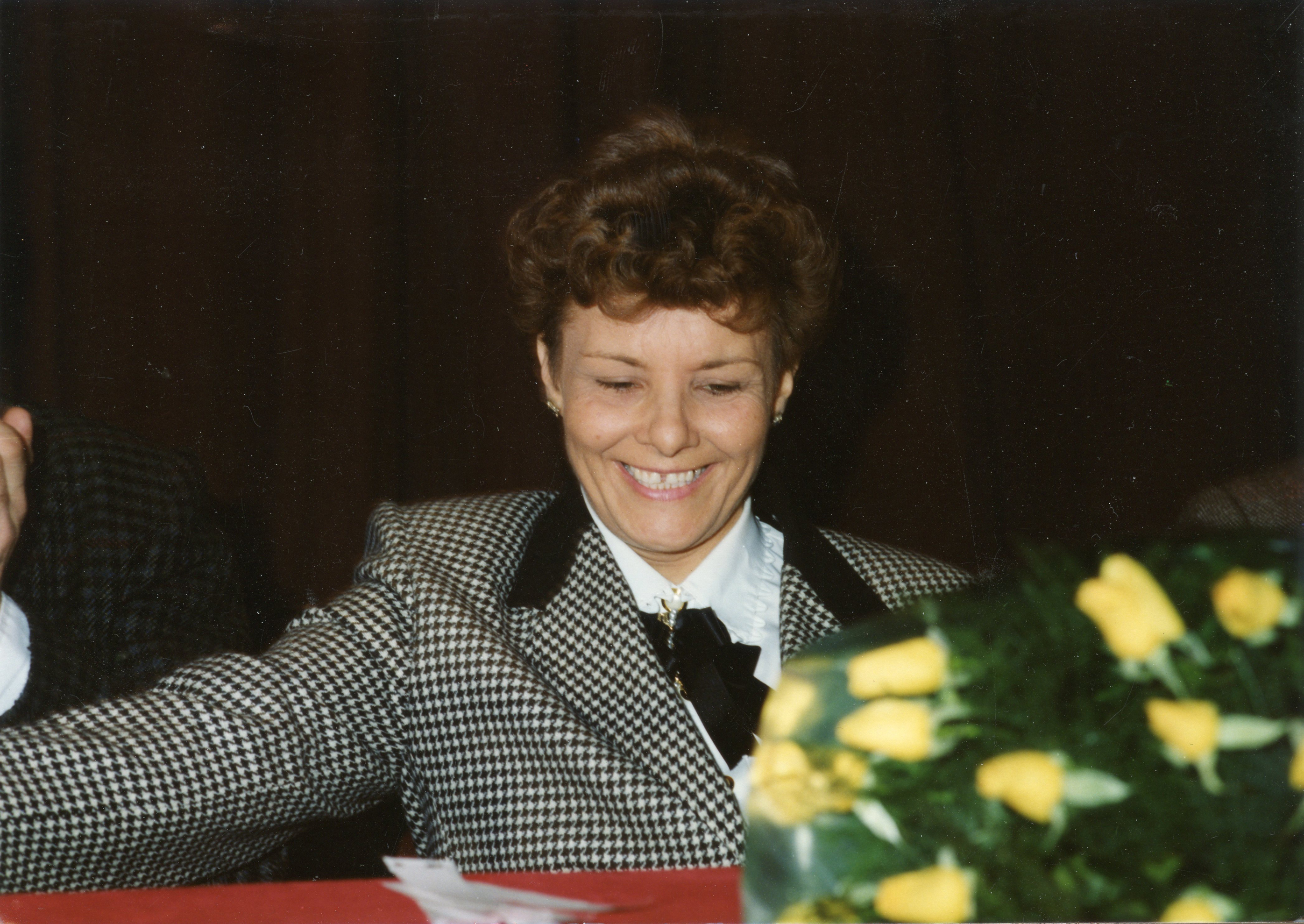
Imatge de Josefina Pons a un certamen literari

En aquesta edat, la Josefina ja havia escrit bastanta poesia, però sense formació específica, comptant només amb l’assistència a l’escola primària. Uns anys més tard va conèixer el poeta Manuel Bertran i Oriola, que l’adreçà a la biblioteca de Moià i l’empenyé a llegir els clàssics de la literatura. Ella mateixa explica en un dels seus poemes com llegia sense llum elèctrica: «Moltes hores, un glop de vent m’ha apagat l’espelma». Va millorar molt quan a casa li van comprar un diccionari català i una gramàtica.
Llavors va acudir al gramàtic i escriptor moianès Josep Ruaix i Vinyet, que des d’aleshores l’assessorà. A l’edat de vint-i-quatre, Josefina Pons feu cursos de català a Òmnium Cultural de Manresa. L’any 1963 es casà amb el pagès moianès Francesc Vilardell i Pons, amb qui un any més tard tingué una filla, Lluïsa, i dos anys després una altra, Carme. En aquest període, Josefina Pons escrivia però no publicava, ja que, a més de continuar formant-se, havia de tenir cura de la seva salut precària, fer les feines de pagès i complir les responsabilitats de mare de família.
Abans d’esdevenir autora de poemaris, nombroses vegades va ser convidada i premiada en diversos cenacles poètics. Entre ells figuren El Quicarell Poètic (Centelles), Raïm de Poesia (Artés) i Poesia Viva (Barcelona). L’any 1990 publica el seu primer poemari, titulat Tremuja de versos, amb un pròleg de Josep Ruaix.
La seva malaltia renal l’havia obligada a sotmetre’s durant cinc anys a esgotadores sessions d’hemodiàlisi. Paral·lelament, però, concorria cada setmana al Seminari d’Investigació Poètica (Barcelona) dirigit per Josep Colet i Giralt. El 1995 va aconseguir un trasplantament de ronyó, cosa que la incentivà a prosseguir amb empenta l’activitat poètica. Així, publicà l’opuscle Nadals de llum, un aplec de vint-i-cinc nadales compostes des de 1970. L’any següent, amb el llibre Simfonia d’amor en quatre temps, exterioritzava poèticament la joia per la naixença del seu primer net.
El 1997 el pianista ripollès Joan Amils va impulsar la poetessa a posar lletra al cicle Cançons de muntanya del compositor Manuel Blancafort. Després de presentar l’obra a Barcelona i a Moià, el mestre Amils i la soprano gironina Chantal Botanch en feren una gravació discogràfica.

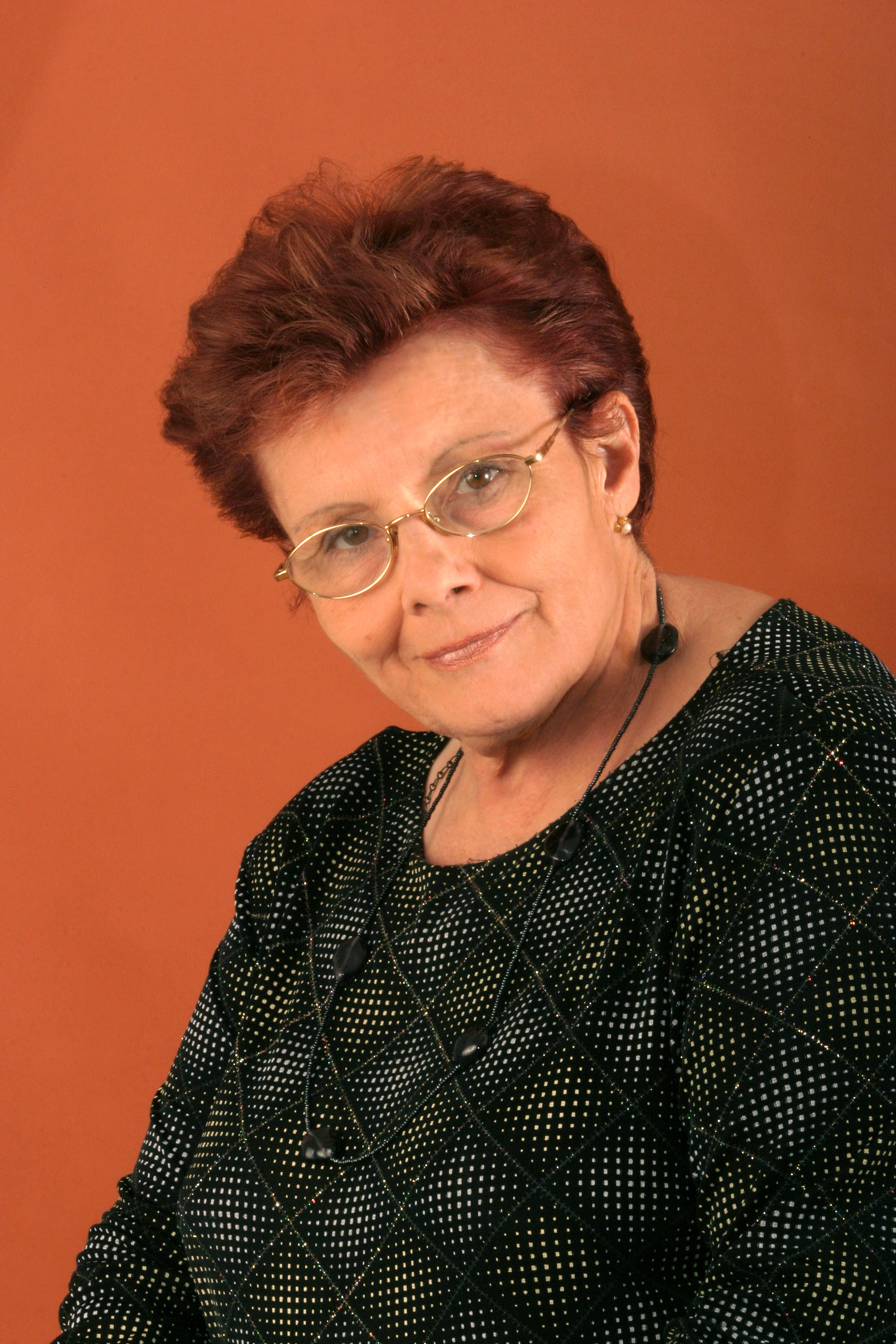
Retrat de Josefina Pons

La primavera del 2005 es presentava el llibre Espiga sonora, amb pròleg de Josep Colet. Dos anys més tard (2007) publica Ploma d’encreces, amb pròleg de Florenci Crivillé i Estragués.
Josefina Pons i Puigcorbé morí en un hospital de Manresa el 17 d’octubre del 2012, a l’edat de setanta-un anys.

## Activitat literària
El llegat literari que ha deixat Josefina Pons fa partícip el lector d’uns poemes expressius, sorgits de la pulsió reflexiva i radicats en la paradoxa que significa l’esforç de perseverar quan res no hi convida. La paraula excel·leix, pren forma innovadora per reivindicar un atansament a les petites coses que mouen el món i aporten sentit harmònic al fer i desfer de cada dia.
La precisió del llenguatge poètic, impregnat de la fe cristiana, esdevé un batec essencial i personal, teixit de coratge i d’esperances. Aquestes sensacions neixen de la lectura de Josefina Pons gràcies a l’atractiu dels mots, triats amorosament i revestits per la filigrana que els dona l’estructura forjada des de l’ànima. Cal remarcar la volença d’incorporar, amb naturalitat i exactitud, vocables característics de les comarques on ha residit.
En la poetessa s’hi nota la inflluència de Maragall, Jaume Bofill, Josep Carner, Josep Maria de Sagarra, Tomàs Garcés i Marià Manent. Més tard, de Jaume Agelet, Francesc Blancher, Miquel Martí i Pol i Maria Mercè Marçal. També, de Petrarca, Homer i altres clàssics de la literatura universal. Fou deixebla del filòleg moianès Josep Ruaix i Vinyet i capdavantera en moltes de les iniciatives i manifestacions poètiques i culturals a la seva vila. Nombrosos premis literaris —entre ells dos mestratges en gai saber— avalen una trajectòria tan sòlida i notable com reconeguda.
| Data                    | Premi                                                    | Observacions                                                                 |
| ----------------------- | -------------------------------------------------------- | ---------------------------------------------------------------------------- |
| 17 d’agost de 1987      | Tercer Premi del Certamen Literari de Moià               |                                                                              |
| 1988                    | Englantina d’Or als XXVII Jocs Florals de Muntanya       | Atorgat per AE Icària                                                        |
| 26 d’octubre de 1989    | Tercer Premi El Clot                                     | IX Premi de Poesia Catalana «L’Espurna del Clot»                             |
| 1989                    | Primer Premi del Concurs Poètic Permanent de Poesia Viva | Barcelona, Jurat Popular                                                     |
| 12 de maig de 1990      | Primer Premi de Poesia                                   | Col·legi d’Infermeria de Tarragona                                           |
| 7 de juliol de 1990     | Segon Accèssit                                           | IX Concurs de Poemes Hortavui, Barcelona                                     |
| setembre de 1990        | Primer Premi al Certamen del mes                         | Concurs Poètic Permanent de Poesia Viva                                      |
| 1990                    | Primer Premi                                             | Concurs Poètic Permanent de Poesia Viva, Jurat Tècnic                        |
| 29 d’agost de 1991      | Primer Premi                                             | Concurs Poètic Permanent de Poesia Viva, Jurat Tècnic                        |
| 2 de setembre de 1991   | Englantina d’Or                                          | Jocs Florals del 75è Aniversari de la Coronació de la Mare de Déu de Queralt |
| 14 de novembre de 1991  | Premi                                                    | Concurs Els Dijous de l’OCAB                                                 |
| novembre de 1991        | Primer Premi al Certamen del mes                         | Concurs Poètic Permanent de Poesia Viva                                      |
| 1991                    | Accèssit de Viola d’Or i Argent                          | XXX Jocs Florals de Muntanya, AE Icària                                      |
| 25 de juliol de 1992    | Segon Premi                                              | III Jocs Florals de l’Alt Berguedà, Ajuntament de Saldes                     |
| 1992                    | Flor Natural                                             | XXXI Jocs Florals de Muntanya, AE Icària                                     |
| 23 de maig de 1993      | Premi de l’Associació Catalana del Patrimoni             | Jocs Florals del Rosselló, Compagnie Littéraire du Genêt d’Or                |
| 22 de febrer de 1994    | Tres primers premis                                      | Concurs Permanent i Mensual de Poesia Viva                                   |
| 1995                    | Englantina d’Or                                          | XXXIV Jocs Florals de Muntanya, AE Icària                                    |
| 23 d’abril de 1996      | Flor Natural                                             | Jocs Florals de Barcelona, Associació de Malalts de Ronyó                    |
| 23 d’abril de 1997      | Flor Natural                                             | Jocs Florals de Barcelona, Associació de Malalts de Ronyó                    |
| 8 de juny de 1997       | Diploma d’Honor                                          | Associació Catalana del Patrimoni, Jocs Florals del Rosselló                 |
| 14 de juny de 1998      | Premi de La Cançó                                        | Jocs Florals del Rosselló                                                    |
| 1998                    | Premi de la Música                                       | Jocs Florals de la Ginesta d’Or                                              |
| 1998                    | Viola d’Or i Argent                                      | XXXVI Jocs Florals de Muntanya, Castell de Calonge                           |
| 1998                    | Mestratge                                                | Acadèmia dels Jocs Florals de Perpinyà                                       |
| 1999                    | Nomenament de Mantenidora                                | Jocs Florals de Perpinyà                                                     |
| 16 de novembre del 2008 | Primer Premi                                             | Primer Certamen de Poesia de Belianes                                        |
| febrer del 2009         | Segon Premi                                              | IX Certamen de Poesia Breu, Esplai d’Olot                                    |
| 14 de març del 2010     | Premi de Mantenidora                                     | XXVIII Jocs Florals de Calella                                               |
| 2012                    | Englantina d’Or                                          | Jocs Florals de Calella, Amics de la Poesia                                  |

## Valoracions
«La poesia de Josefina Pons té l’encís de l’ànima femenina: aquella sensibilitat peculiar per a descobrir el detall, per a detectar un sentiment esmunyedís, per a valorar la persona, per a polsar el batec de la vida, per a il·lusionar-se, per a somniar… .» (Josep Ruaix i Vinyet).
«Josefina Pons escriu íntimament de cara endins, però també, fervorosament, de cara enfora. I té una habilitat molt especial per a adreçar poemes a la gent que estima. […] Des de la seva llavor viva ripollesa, lliscà devers el cor del Moianès per viure goig, dolor, joia i tristesa, però servant tothora a dins la llum del coll de Puig Lluent, a prop del seu bressol de Palmerola» (Josep Colet i Giralt).
«Felicitem de cor l’autora i alhora ens congratulem de comptar, encara, amb persones com ella que fan reviure, conferint-li vigorositat, la parla, arrelada en una gent i en un país. Al capdavall convé de tenir present que —si més no—, per conjurar la desídia i l’oblit, ens queda, ancorat en el temps i persistent en la memòria, el testimoniatge legítim i ardit, sensitiu i etern dels poetes. I la Josefina n’és, de veritat, una de ben digna» (Florenci Crivillé i Estragués).